# ليونارد أوبريا
ليونارد أوبريا (بالرومانية: Leonard Oprea)‏ هو كاتب مقالات روماني، ولد في 16 ديسمبر 1953 في Prejmer ‏ في رومانيا.